# DN15A
DN15A este drumul național secundar ce leagă orașul Reghin de Bistrița. Face legătura între DN16 și DN17. 